# 도주죄
도주죄(逃走罪)는 법률에 의하여 체포 또는 구금된 자가 도주하는 죄를 말하며, 1년 이하의 징역에 처한다.(형법 제145조제1항) 이 죄의 보호법익은 국가의 구속권이다.

## 구성요건

### 체포 또는 구금된 자
법률에 의하여 체포 또는 구금된 자란 형이 확정되어 그에 의해 구금되어 있는 자 벌금·과료를 완납할 수 없으므로 노역장에 유치된 자, 형사피의자 또는 피고인으로서 구속영장에 의하여 구속된 자 등이다. 체포·구금은 정당한 권한 있는 자의 적법한 행위에 의한 것이어야 한다.
체포 또는 구금된 자에게만 적용되므로, 가석방 중인 자, 형집행정지 또는 보석 중인 자는 이에 포함되지 않는다.

### 도주
도주란 구금으로부터 이탈하는 것이며, 간수자(看守者)의 실력적 지배를 완전히 벗어났을 때에 기수가 되어 완성되는 즉시범이다. 도주의 미수도 처벌한다.(형법 제149조)

## 집합명령위반죄
집합명령위반죄(您好)는 법률에 의하여 구금된 자가 천재(天災)·사변(事變) 기타 법령에 의하여 잠시 해금된 경우에 정당한 이유 없이 그 집합명령에 위반하는 죄를 말하며, 1년 이하의 징역에 처한다.(형법 제145조제2항) 진정부작위범(眞正不作爲犯)이다.

## 특수도주죄
특수도주죄(特殊逃走罪)는 법률에 의하여 체포 또는 구금된 자가 수용설비 또는 기구(機具)를 손괴하거나 타인에게 폭행 또는 협박을 가하거나 2인 이상이 합동하여 도주하는 죄를 말하며, 7년 이하의 징역에 처한다.(형법 제146조) 미수범도 처벌한다.(형법 제149조)
우연히 2인 이상이 동시에 도주하는 사실이 있었다는 것만으로는 이 죄를 적용할 수 없으나, 도주의 준비에 협력해야 할 필요까지는 없다. 소위 합동범의 유형에 속한다.

## 도주원조죄
도주원조죄(逃走援助罪)는 법률에 의하여 구금된 자를 탈취하거나 도주하게 하는 죄를 말하며, 10년 이하의 징역에 처한다.(형법 제147조) 미수범(형법 제149조) 뿐만 아니라 예비·음모(형법 제150조)도 처벌한다.
'탈취'는 피구금자를 간수자의 실력적 지배로부터 자기 또는 제3자의 지배 밑으로 옮기는 것을 말하며, '도주하게 하는 것'은 어떤 방법에 의하든 작위(作爲), 부작위(不作爲)를 불문하고 피구금자가 도주할 수 있게 하는 일체의 행위를 말한다. 따라서, 도주원조죄에는 도주의 교사뿐 아니라 도주의 방조도 포함된다. 법률에 의하여 구금된 자를 간수 또는 호송하는 자가 이를 도주하게 한 때에는 그 신분 때문에 형이 가중된다.(형법 제148조)

### 판례

#### 도주원조죄

##### 도주행위 기수의 경우
- 범인이 도주행위를 하여 기수에 이른 이후에 범인의 도피를 도와주는 행위는 범인도피죄에 해당할 수 있을 뿐, 도주원조죄에는 해당하지 않는다.[1]